# Consejo de Insurgentes
El Consejo de Insurgentes se trataba de la máxima autoridad civil en los territorios liberados por el Ejército Negro durante la guerra civil rusa. En él se reunían las principales figuras anarquistas de Ucrania, que solían ser los mismos que lideraban los regimientos del Ejército Negro. Se componía mayoritariamente de gente sencilla y poco instruida, que se reunía para abordar temas relativos al respeto de la libertad de las personas y su derecho a disfrutar del rendimiento de su propio trabajo. 
El movimiento disponía de pocos ideólogos instruidos, pues la mayoría de anarquistas ucranianos eran campesinos o profesionistas poco o nada escolarizados, por lo que la llegada masiva de anarquistas rusos exiliados de la Rusia bolchevique entre 1917 y 1918 supuso un impulso para el desarrollo político de las teorías anarcocomunistas en Ucrania.
Por ejemplo, la llegada de Vsévolod Mijáilovich Eichenbaum "Volin", anarquista perseguido por los bolcheviques en San Petersburgo, contactó con los majnovistas a finales de 1918 y en poco tiempo se hizo cargo de la sección de cultura y educación. Realizó un labor fundamental en la prensa, y se encargó con éxito de promover charlas, conferencias y reuniones sociales. 
Pese a tratarse de un organismo con mentalidad libertaria respecto a las teorías colectivistas que planteaban los bolcheviques, la práctica totalidad de sus miembros consideraban que era un atentado contra la libertad de una persona pretender que trabajara a cambio de un jornal. El Consejo de Insurgentes y sus miembros, eran anarquistas con una acentuada influencia anarcocomunista. Este Consejo de Insurgentes respetaba hasta cierto punto la propiedad privada, pero no toleraba ningún tipo de explotación por parte de grandes campesinos al resto. 
Lo que caracterizó a este órgano político fue que todos sus miembros combatieron, arriesgando la vida por sus ideas. Muchos de los que fueron sus miembros murieron a manos del Ejército Rojo, una vez terminada la Guerra Civil, cuando las comunas anarquistas empezaron a suponer un problema para los bolcheviques, que decidieron librarse de ellas.[cita requerida]

## Precedente: Unión de Campesinos de Guliái-Pole
Esta organización fue fundada por Néstor Majnó y otros anarquistas de Guliái Pole (Ucrania) el 29 de marzo de 1917. En un principio se trató de un comité social con el fin de abolir la propiedad privada, de manera que la tierra fuera para el campesino que la trabajara pero perteneciera a todos los campesinos, representados por del Comité de la Unión de Campesinos.
El planteamiento elemental del Comité era entregar la tierra a los campesinos, de forma que ellos mismos pudieran trabajarla sin tener que rendir cuentas a los terratenientes. Cuando los anarquistas que seguían a Majnó se constituyeron en el Ejército Negro y conquistaron más territorio, nació la figura del Consejo de Insurgentes, una nueva Unión de Campesinos pero más organizada.

## Comentarios de Majnó
Néstor Majnó, líder del Ejército Negro y fundador del Consejo de Insurgentes, declaró ante los campesinos ucranianos en la primavera de 1917, recién salido de prisión después de permanecer nueve años arrestado por el gobierno zarista:
"¡Nosotros, como anarquistas, estamos de acuerdo con los socialistas- revolucionarios en cuanto a la necesidad que ustedes tienen de organizarse en una Unión, pero no en vistas de servir de apoyo al partido socialista revolucionario en su futura lucha oratoria contra los socialdemócratas y los Cadetes (el partido de la derecha) en el seno de la futura Constituyente, si alguna vez ésta es convocada!
La organización de la Unión de los Campesinos es, desde nuestro punto de vista, necesaria para lograr que los campesinos aporten el máximo de sus fuerzas a la corriente revolucionaria ¡Así contribuirán a ensanchar sus riberas, a hacer más hondo su lecho, para que, desarrollándose en completa libertad, esta corriente alcance toda su amplitud y dé todos sus resultados!
Para los campesinos, estos resultados son siempre los mismos: la posibilidad para los trabajadores del campo y de las ciudades -cuyo trabajo de esclavo y la inteligencia artificialmente envilecida sirven de pedestal al Capital y a ese robo organizado que es el Estado,- de no necesitar más, en su vida y en su lucha por la libertad, de cualquier tutela de los partidos políticos, así como de sus discusiones en el seno de la Constituyente futura.
Los campesinos y los obreros no deben ocuparse más de la Asamblea Constituyente(+). Ella es el enemigo de los trabajadores del campo y de las ciudades. Sería verdaderamente criminal de su parte esperar de ella la libertad y la felicidad.
Esta Asamblea no es más que un juego de azar para todos los partidos políticos. Pregunten, a cualquiera que frecuente este tipo de lugares, si alguna vez alguien salió de ahí sin haber sido engañado ¡nunca! ¡nadie!
¡Los trabajadores, los campesinos y los obreros que envíen allí sus representantes, también serán engañados!
No deben pensar actualmente ni en la Asamblea Constituyente, ni en organizarse para apoyar a los partidos políticos, incluyendo al Partido socialista- revolucionario ¡No! Los campesinos, lo mismo que los obreros, tienen que ocuparse de cuestiones mucho más importantes. Deben prepararse para el momento en que todas las tierras, fábricas y talleres sean reintegrados a manos de la comunidad y, sobre esta nueva base, construir una vida nueva.
La Unión de Campesinos de Guliái-Pole, de la cual ponemos aquí los cimientos, deberá de trabajar en ese sentido."
(+)Asamblea Constituyente: Donde se reunían los distintos representantes sociales para discutir asuntos políticos y donde, según Majnó, siempre se imponían las ideas reaccionarias debido al poder de la clase terrateniente.
Estas palabras de Néstor Majnó precedieron a la creación de la Unión de Campesinos de Guliái-Pole.

## Relación entre Majnó y Lenin
La relación del Ejército Negro y de los Consejos de Insurgentes con los bolcheviques estuvo muy influenciada por la relación que existía entre Lenin y Néstor Majnó. La relación personal era nula, pero Majnó admiraba enormemente a Lenin, hasta el punto de que mientras los anarquistas eran aniquilados en Moscú, San Petersburgo y sus alrededores, pensaba que todo aquello ocurría a sus espaldas.
Majnó y Lenin se reunieron una vez en verano de 1918, cuando el primero huyó de Ucrania al ser esta invadida por los ejércitos austríacos. Durante ese año vivió un tiempo en Moscú, donde se reunió con los dirigentes bolcheviques y promovió la unión de los anarquistas rusos en Soviets populares. Majnó siempre pensó que los anarquistas sólo podían hacerse fuertes si se unían entre sí, y vivió en Moscú con la esperanza de consolidar la creación de un Consejo de Insurgentes ruso.
El encuentro con Lenin desarrolló en Majnó una profunda admiración hacia el comunista, pese a que durante la plática se mantuvieron en desacuerdo pero en términos de máxima cordialidad. 
Durante la reunión, Lenin proclamó una de sus célebres frases, a la que Néstor, quien a diferencia de Lenin jamás había recibido una educación básica ni había entrado en la universidad, no supo responder: "Los anarquistas siempre están dispuestos a toda clase de sacrificios; son abnegados, pero también ciegos y fanáticos. Dejan escapar el presente por un futuro lejano". En tono más conciliador, después de explicar que Majnó era una excepción dentro de ese grupo, añadió: "Nosotros conocemos a los anarquistas tanto como los conoce usted mismo. La mayoría de ellos, o no piensan nada sobre el presente, o piensan bien poco, a pesar de la gravedad. Y para un revolucionario es vergonzoso no tomar resoluciones positivas sobre el mismo. La mayoría de los anarquistas piensan y escriben sobre el porvenir, sin entender el presente. Esto es lo que nos separa a nosotros, los comunistas, de los anarquistas. Sí, sí: los anarquistas son fuertes en las ideas sobre el porvenir, pero en el presente no pisan terreno firme y son deplorables, ya que no tienen nada en común con este presente.
Fue después de esas palabras cuando Majnó, según él mismo relata, se excusó ante Lenin por no ser más que un campesino poco instruido. No obstante, le informó de las hazañas del Ejército Negro y de las medidas sociales de los Consejos de Insurgentes, explicándole que la naturaleza de sus palabras se debía a su desconocimiento del tema, lo cual era debido a la mala calidad de sus informantes.
Debido a esa admiración que en momentos rayó con la idolatría, Majnó fue incapaz de intuir la traición que sufrirían los anarquistas una vez expulsado el Ejército Blanco del país.

## Alianza con los bolcheviques
A principios de 1919 comenzaron los acercamientos entre bolcheviques y rebeldes ucranianos. En el Consejo de Insurgentes existía el común acuerdo de que, pese a las diferencias existentes, guerrear contra el Ejército Rojo pondría en riesgo la revolución en toda Rusia.
El acuerdo para una alianza entre el Ejército Negro y el Ejército Rojo tenía por objetivo unir las fuerzas para acabar primero con la reacción monárquica, estableciendo varias diferencias de los anarquistas con respecto a los bolcheviques, que serían abordadas más detenidamente cuando el Ejército Blanco fuera definitivamente expulsado de Ucrania.
Las cláusulas establecidas en este Tratado de Alianza, eran las siguientes:
a) El ejército insurreccional (Ejército Negro) conservará intacta su organización interna
b) Recibirá a comisarios políticos, nombrados por la autoridad comunista
c) No se subordinará al supremo comando rojo sino esrictamente en lo concerniente a las operaciones militares propiamente dichas
d) No podrá ser desplazado del frente de Denikin
e) Recibirá municiones y aprovisionamientos igual que el Ejército Rojo
f) Conservará su nombre de Ejército Insurreccional Revolucionario y sus banderas negras. 
Al Ejército Negro se le designó, en la formación conjunta, como Tercera Brigada.
Más tarde se le nombró Primera División Insurreccional Revolucionaria.
Cuando se rompió la alianza, recuperó su nombre original.
El acuerdo entre los bolcheviques y los anarquistas fue estrictamente militar, excluyéndose de mutuo acuerdo cualquier cuestión política. En consecuencia los campesinos libertarios mantuvieron su línea revolucionaria a nivel económico y social, según la cual la actividad absolutamente libre de los trabajadores no admitía poder alguno en su región. 
Esta alianza fue estrictamente militar, como demuestra parte del comunicado del II Congreso de Insurgentes el 12 de febrero de 1919:
"Los comisarios políticos y otros designados por el gobierno, no elegidos por nosotros, vigilan cada paso de los soviets locales y reprimen sin piedad a los camaradas obreros o campesinos que se posicionan en defensa de la libertad del pueblo contra los representantes del poder central.
Este, bautizado gobierno obrero - campesino de Rusia y Ucrania, obedece ciegamente al partido de los comunistas - bolcheviques que, en los estrechos intereses de su partido, persiguen de manera innoble al resto de organizaciones revolucionarias.
Detrás de su eslogan de dictadura del proletariado, los comunistas - bolcheviques han decretado su monopolio de la revolución, considerando contrarrevolucionarios a todos aquellos que no piensen como ellos.
El poder bolchevique arresta y fusila izquierdistas y anarquistas, prohíbe sus diarios, ahoga cualquier manifestación de la palabra revolucionaria."
En este II Congreso también se abordó la cuestión agraria, que era incompatible con los planteamientos bolcheviques:
"La tierra no le pertenece a nadie y sólo la puede utilizar quien la trabaje. La tierra debe pasar gratuitamente a manos de los campesinos laboriosos de Ucrania, según una norma igualitaria de trabajo, es decir que debe servir para garantizar las necesidades de cada quien. Hasta la resolución de la cuestión agraria, el congreso desea que los comités agrarios locales establezcan inmediatamente el inventario de las tierras de terratenientes, tierras comunales y del resto.
Posteriormente dichos comités las repartirán entre los campesinos que no tienen tierra y los que no tienen suficiente para vivir, surtiéndolos así mismo de material para cultivar."

## Primer conflicto entre el Consejo de Insurgentes y la autoridad soviética
La coexistencia de la ingeniería social soviética y el libertarismo anarquista era tan difícil de conseguir como la miscibilidad del aceite en el agua. A las pocas semanas de la alianza comenzaron las escaramuzas entre representantes de los soviets y los campesinos insurgentes, y se sucedieron cada vez con más frecuencia durante la primavera del año 1919.
En este ambiente de continua confrontación, se reunió el III Congreso de campesinos, obreros y guerrilleros, en Guliái-Pole, el 10 de abril de 1919. Se proponía fijar claramente las tareas inmediatas y pronunciarse sobre las perspectivas de la vida revolucionaria de la región. Representantes de 72 distritos, representando a más de dos millones de personas, participaron en él. 
Al final del congreso, llegó al Consejo de Insurgentes un telegrama del Comandante Pável Dybenko, de la división bolchevique, declarando contrarrevolucionario al congreso y fuera de la ley a sus organizadores. El motivo era que los congresos de los Consejos de Insurgentes carecían de razón de ser, ya que de entonces en adelante las decisiones gubernativas en la región serían competencia del Soviet Militar Revolucionario de los Obreros y Campesinos Insurgentes. 
El Soviet era una instancia con poder ejecutivo, que no podía aplicar otras medidas que las previamente autorizadas por el Consejo de Insurgentes, máxima autoridad civil para los campesinos majnovistas. 
El Congreso comprendió perfectamente el alcance de esta medida, que en la práctica era un Golpe de Estado. El Consejo de Insurgentes votó una protesta contraria, en el acto. La respuesta fue inmediatamente difundida entre los campesinos y los obreros de la región. 
Días después, el Consejo de Insurgentes envió a las autoridades comunistas, en la persona de Dybenko, una respuesta detallada, en la que subrayaba el verdadero papel desempeñado por la región en la Revolución. En el mensaje, una frase para la historia: ¿Qué intereses debe defender un revolucionario? ¿Los de su partido o los del pueblo que, con su sangre, pone en marcha la revolución. Durante los 18 meses siguientes, el Ejército Negro combatió contra los ejércitos Blanco y Rojo. 
Si bien el objetivo principal de bolcheviques y anarquistas era el Movimiento Blanco que lideraba el general Denikin, los enfrentamientos entre batallones rojos y negros eran frecuentes. De hecho, Trotski llegó a decir que prefería una Ucrania en manos zaristas que en manos anarquistas.[cita requerida]

## Segunda alianza con los bolcheviques
La ofensiva del Barón de Wrangel sobre territorio ucraniano durante el verano de 1920 fue arrolladora, y el Ejército Negro perdió sus principales bastiones, incluido Guliái-Pole. El daño que sufrieron los anarquistas fue tan considerable, que durante varios meses telegrafió el Consejo de Insurgentes a Moscú solicitando ayuda.
Moscú ni siquiera respondió.
En septiembre de 1920 el Ejército Rojo sufrió una serie de derrotas que mermaron la moral y el número de combatientes. Las tropas de Wrangel se encontraron en disposición de atacar el Sur de Rusia, una frontera que siempre había guardado la irreductible actividad del Ejército Negro. El día siguiente de perder la ciudad de Ekaterinoslav, las autoridades soviéticas enviaron una delegación plenipotenciaria a la localidad ucraniana de Starobelsk, donde se selló una nueva alianza. 
Las condiciones para la paz, recogidas en el Tratado de Starobelsk, eran las siguientes:
Convención del acuerdo militar y político preliminar entre el gobierno soviético de Ucrania y el Ejército insurreccional revolucionario (majnovista) de Ucrania
Parte 1ª.: Acuerdo político
1. Liberación de todos los majnovistas y anarquistas presos o exilados en todo el territorio de la república soviética; cese de toda persecución contra ellos, excepto para los que hayan emprendido la lucha armada contra el gobierno soviético.
2. Completa libertad, para majnovistas y anarquistas, de propaganda pública de sus ideas y principios, por la palabra y la prensa, excepto la incitación al derrocamiento violento del poder soviético ya condición de respetar las disposiciones de la censura militar. Para todas sus publicaciones, los majnovistas y los anarquistas, como organizaciones revolucionarias, reconocidas por el gobierno, dispondrán del aparato técnico del Estado, sometiéndose, naturalmente, a los reglamentos técnicos pertinentes.
3. Libre participación en las elecciones de los soviets y derecho a ser electos para majnovistas y anarquistas. Libre participación en la organización del próximo quinto congreso panucraniano de los soviets en diciembre próximo.
Firman: Yakovieff, por el gobierno, y Kurilenko y Popoff, por el movimiento majnovista.
Parte 2ª.: Acuerdo militar
1. El ejército majnovista formará en las fuerzas armadas de la República como ejército de guerrilleros, subordinado, en cuanto a las operaciones, al mando supremo del Ejército Rojo. Conservará su estructura interna, sin obligación de adoptar las bases y los principios de organización del Ejército Rojo regular.
2. Al pasar por territorio soviético, hallarse en el frente o atravesarlo, el ejército majnovista no aceptará en sus filas destacamentos o desertores rojos.
Notas:
a) Las unidades o soldados rojos que el ejército insurreccional haya encontrado a la retaguardia del frente de Wrangel y se le hubiesen unido deberán volver a sus propias filas rojas.
b) Los guerrilleros majnovistas que se hallan a la retaguardia del frente de Wrangel, así como todos los que se hallan al presente en las filas del ejército insurreccional, permanecerán en ellas, aunque hayan sido movilizados anteriormente por el Ejército Rojo.
3. A fin de aniquilar al enemigo común -el Ejército Blanco-, el ejército insurreccional revolucionario de Ucrania informará, a las masas trabajadoras que lo apoyan, sobre el acuerdo concertado, y recomendará a toda la población a cesar toda acción hostil contra el Poder de los soviets; por su parte, el gobierno de los soviets hará inmediatamente públicas las cláusulas del acuerdo.
4. Las familias de los combatientes del ejército insurreccional radicadas en territorio de la República de los Soviets gozarán de iguales derechos que las de los soldados del Ejército Rojo y serán provistas, al efecto, de los documentos necesarios, por el gobierno soviético de Ucrania.
Firmado: Mijaíl Frunze, comandante del frente sur; Béla Kun, Gúsev, miembros del Consejo revolucionario del frente sur; Kurilenko, Popov, delegados plenipotenciarios del Consejo y del comando del ejército insurreccional majnovista.
Los delegados majnovistas sometieron al gobierno de los soviets una cuarta cláusula de orden político:
Uno de los elementos esenciales del movimiento majnovista es la lucha por la autoadministración de los trabajadores, por lo cual el ejército insurreccional estima de su deber insistir sobre el siguiente punto (el cuarto): en la región donde opere el ejército majnovista la población obrera y campesina creará sus instituciones libres por la autoadministración económica y política; sus instituciones serán autónomas y vinculadas federativamente, mediante pactos, con los órganos gubernamentales de las repúblicas soviéticas.

## Segundo conflicto entre el Consejo de Insurgentes y la autoridad soviética
La imposibilidad de convivir con los bolcheviques, comenzó cuando el Ejército Negro puso en fuga a las tropas aliadas del Barón de Wrangel, el 15 de noviembre de 1920. A partir de ese momento, el incumplimiento de las autoridades bolcheviques respecto a lo firmado en Starobelsk fue intolerable para los anarquistas.
El 23 de noviembre de 1920 fueron apresados en Guliái-Pole nueve espías bolcheviques, pertenecientes a la XLII División de Fusileros del Ejército Rojo, que confesaron haber sido enviados por el servicio de contrespionaje para conocer los domicilios de Majnó, los líderes militares del Ejército Negro y los miembros del Consejo de Insurgentes. Los espías confirmaron que tenían órdenes de esperar la llegada del Ejército Rojo a Guliái-Pole, que se esperaba entre el 24 y 25 de noviembre.
El Consejo de Insurgentes envió una queja formal al Soviet de Járkov, desde donde se ofreció una rápida respuesta atribuyendo el tema del espionaje a un malentendido, explicando que se había creado una comisión para investigar el asunto.
Pedro Rybin, secretario del Consejo de Guliái-Pole, se comunicó con el Soviet de Járkov en la mañana del 26 de noviembre. Las autoridades soviéticas confirmaron que el asunto de la XLII División sería arreglado a entera satisfacción de los anarquistas.
En la madrugada del 26 de noviembre, unas horas antes de la llamada de Rybin, varios líderes anarquistas habían sido arrestados o asesinados por el Ejército Rojo o la cheka. Dos horas después de la conversación de Rybin, el Ejército Rojo atacó Guliái-Pole sometiéndola a un intensivo bombardeo.
A la misma hora del ataque a Guliái-Pole fueron atacadas las fuerzas del Ejército Negro en Crimea, apenas una semana después de haber expulsado al Ejército Blanco de Ucrania.
El 26 de noviembre por la noche, Volin fue apresado en Járkov.
El 15 de diciembre de 1920 apareció en las páginas del diario de Járkov El Comunista, la siguiente carta, firmada por el General del Ejército Rojo Frunze, Comandante en Jefe del Frente Sur, fechada desde el 23 de noviembre:
A causa de la cesación de las hostilidades con Wrangel y de su completa derrota, el Consejo Revolucionario Militar del frente sur estima que la misión del ejército de guerrilleros ha terminado. Propone, pues, al Consejo Revolucionario Militar del ejército insurreccional (Ejército Negro) que se ponga de inmediato en acción para transformar los destacamentos insurreccionales de guerrilleros en unidades militares regulares integrantes del Ejército Rojo.
No hay ya razón para que el ejército insurreccional siga existiendo como tal. Al contrario, la existencia al lado del Ejército Rojo de estos destacamentos de una organización particular, que persigue fines especiales, produce efectos absolutamente inadmisibles. Es por ello que el Consejo Revolucionario Militar del Frente Sur prescribe al Consejo Revolucionario Militar del ejército insurreccional lo siguiente:
1º Todas las unidades del ex ejército insurreccional actualmente en Crimea deberán ser inmediatamente incorporadas al IV Ejército soviético, cuyo Consejo Revolucionario Militar se encargará de su transformación.
2º La sección de formaciones militares de Guliái-Pole deberá ser liquidada. Los combatientes serán distribuidos entre los destacamentos de reserva. según las indicaciones del comandante de esta parte del ejército.
3º El Consejo Revolucionario Militar del ejército insurreccional deberá tomar todas las medidas necesarias para explicar a los combatientes la necesidad de estas transformaciones.
Esta carta nunca llegó al Consejo de Insurgentes de Guliái-Pole, ni a ningún otro.

## Anarquistas que formaron parte de Consejos de Insurgentes
Además de Néstor Majnó, varios anarquistas de diferente formación cultural y distinto origen social formaron parte de los Consejos de Insurgentes.
Vsévolod Mijáilovich Eichenbaum "Volin" fue miembro permanente del Consejo de Insurgentes, igual que Néstor Majnó. Era considerado uno de los pocos intelectuales del movimiento anarquistas, formado por campesinos iletrados o con una formación académica muy limitada. En 1919 fue elegido presidente del Consejo Militar Insurreccional, desempeñando su labor durante seis meses hasta que enfermó de tisis. Enfermo, fue detenido por los bolcheviques y trasladado a Moscú. Fue liberado en octubre de 1920, a petición expresa de Néstor Majnó, como parte de las condiciones a cumplir para firmar la paz entre el Ejército Negro y los bolcheviques para aliarse contra los ejércitos del Barón de Wrangel. Fue detenido otra vez en diciembre de 1920, y liberado varios años más tarde por la presión de los sindicatos europeos. Fue exiliado bajo condena a pena de muerte si regresaba a cualquier república soviética. Volin murió en París en 1945, víctima de tuberculosis.
Simon Karétnik era uno de los campesinos más pobres de Guliái-Pole. Apenas permaneció un año en la escuela durante su niñez. Además de ser uno de los comandantes más carismáticos del Ejército Negro, formó parte del Consejo de Insurgentes.
Alexis Martchenko era hijo de una familia pobre de campesinos de Guliái-Pole. Fue comandante general del Ejército de Caballería hasta su muerte, y miembro del Consejo de Insurgentes.
Borís Veretélnikov era hijo de campesinos pobres de Guliái-Pole, que se hizo fundidor y marchó a vivir a Petrogrado. Volvió a Guliái-Pole en 1918 muy influenciado por las teorías anarquistas. Reconocido orador, era uno de los majnovistas mejor dotados intelectualmente.
Pedro Rybin era un obrero metalúrgico ruso que emigró a América del Norte en 1905, donde adquirió conocimientos que le fueron de utilidad a su vuelta. En 1917 volvió a Rusia y se integró en el partido bolchevique, cuya militancia abandonó en 1920 para unirse al Ejército Negro de Majnó. Formó parte del Consejo de Insurgentes. Fue arrestado y fusilado por los bolcheviques en 1921.
Aleksandr Kaláchnikov era hijo de obreros y fue subteniente del ejército zarista. En 1917 dejó el ejército y fue elegido secretario del grupo anarquista de Guliái-Pole. Formó parte del Consejo de Insurgentes casi ininterrumpidamente. Murió a finales de 1920, combatiendo contra el Ejército Rojo.
Aleksandr Lepétchenko y su hermano Iván eran naturales de Guliái-Pole. Campesinos pobres, fueron de los primeros en unirse al Ejército Negro. Aleksandr fue fusilado por los bolcheviques en la primavera de 1920, tras ser arrestado en su propia casa, mientras que su hermano Ivan desapareció. Ambos fueron miembros del Consejo de Insurgentes.
Victor Belash (o Belach) era un campesino de Novospásovka con instrucción primaria. De ideología anarquista se enroló en guerrillas campesinas, para pasar a la majnóvschina a finales de 1918. En 1919 ya comandaba un regimiento majnovista. Se lo reconocía como un hábil estratega, y llegó a ser Jefe del Estado Mayor del Ejército Negro. Formó parte del Consejo de Insurgentes. En 1921 fue capturado en combate por las tropas comunistas, y desapareció.
Otros anarquistas que integraron en alguna ocasión el Consejo de Insurgentes fueron: André Semenota, Moïse Kalinitchenko, Philippe Krate, Gregorio y Savva Majnó (hermanos de Néstor Majnó), los hermanos Procope y Grégoire Charavski, Maria Nikiforova, Paul Korostélev, Léon Schneider, Paul Socrouta, Fedir Stchuss o Isidore Lotty.